# Кота (Раджастхан)
Ко́та (Котах, хинди कोटा) — город на юго-востоке индийского штата Раджастхан. Административный центр одноимённого округа. Третий по численности населения города Раджастахана (после Джайпура и Джодхпура) и 47-й город Индии с населением 1 001 365 жителей (перепись 2011 года). Кота расположена в 240 км к югу от столицы штата - Джайпура на берегу реки Чамбал.

## Физико-географическая характеристика
Кота расположена в южной части Раджастхана. Средняя высота над уровнем моря - 271 метр. Кота находится в центре юго-восточного региона Раджастахана, известного под названием Хадоти. Город расположен на восточном берегу реки Чамбал на высокой наклонной равнине, являющейся частью плоскогорья Малва. С юго-востока на северо-запад город пересекают холмы Мокандарра. 
Климат
Климат Коты - тропический полупустынный (согласно классификации климатов Кёппена BSh) с высокими температурами в течение всего года. Лето длинное, жаркое и засушливое, начинается в конце марта и длится до конца июня. Для сезона муссонов характерны более низкие температуры при значительно более высокой влажности затяжных проливных дождях. По окончании сезона муссонов, в октябре, температура начинает вновь расти. Короткая мягкая зима начинается в конце ноября и длится до конца февраля. Средние температуры зимы - 26,7 °C (средний максимум) - 12 °C (средний минимум).
Среднегодовая норма осадков - 761 мм. Большую часть осадков приносят юго-западные муссоны.
| Показатель                    | Янв. | Фев. | Март | Апр. | Май  | Июнь | Июль | Авг. | Сен. | Окт. | Нояб. | Дек. | Год  |
| ----------------------------- | ---- | ---- | ---- | ---- | ---- | ---- | ---- | ---- | ---- | ---- | ----- | ---- | ---- |
| Абсолютный максимум, °C       | 33,9 | 38,3 | 42,8 | 47,5 | 48,5 | 47,8 | 47,2 | 42,0 | 40,6 | 41,1 | 37,5  | 33,9 | 48,5 |
| Средний суточный максимум, °C | 24,4 | 28,4 | 34,1 | 38,8 | 42,4 | 40,1 | 33,2 | 31,5 | 32,9 | 34,2 | 30,4  | 26,5 | 33,1 |
| Средняя температура, °C       | 17,3 | 20,6 | 26,1 | 31,3 | 35,8 | 34,7 | 29,7 | 28,4 | 28,7 | 27,4 | 24,3  | 18,7 | 26,9 |
| Средний суточный минимум, °C  | 10,3 | 12,8 | 18,1 | 23,9 | 29,3 | 29,3 | 26,2 | 25,3 | 24,5 | 20,6 | 14,3  | 11,0 | 20,5 |
| Абсолютный минимум, °C        | 1,7  | 2,2  | 8,9  | 14,0 | 17,5 | 21,0 | 16,4 | 18,0 | 18,2 | 13,0 | 7,2   | 2,6  | 1,7  |
| Норма осадков, мм             | 8    | 3    | 4    | 1    | 7    | 62   | 268  | 269  | 119  | 15   | 2     | 3    | 761  |
| Источник:                     |      |      |      |      |      |      |      |      |      |      |       |      |      |

## История
Кота расположен в исторической области Хадоти. Город был обнесён стенами в XIV веке, а в 1625 году стал центром раджпутского княжества. После распада империи Великих Моголов местные раджи сумели отстоять независимость в кровопролитных войнах с властителями Джайпура.
В 1818 году англичане убедили раджу заключить с ними субсидиарный договор о военной и политической помощи. После этого княжество Кота утратило политическую самостоятельность и поступило под управление агентства Раджпутаны.

## Население
| Религии в Коте                             | Религии в Коте | Религии в Коте | Религии в Коте | Религии в Коте |
| ------------------------------------------ | -------------- | -------------- | -------------- | -------------- |
| Индуизм                                    |                |                | 77 %           |                |
| ислам                                      |                |                | 18 %           |                |
| джайнизм                                   |                |                | 3.7 %          |                |
| христианство                               |                |                | 0.4 %          |                |
| другие♦                                    |                |                | 0.9 %          |                |
| Процент верующих ♦Включают сикхизм (0.2%). |                |                |                |                |

Изменение численности населения Коты
Согласно данным переписи населения Индии 2011 года население Коты составило 1 001 365 человек, из них 529 795 мужчин и 471 570 женщин. Соотношение полов 906 женщин к 1000 мужчин и 12,74% населения города - дети младше 6 лет. Уровень грамотности 83,65% (среди мужчин - 90,56%, среди женщин 75,90%)

## Экономика и транспорт
Кота — важный центр торговли региона. Промышленность включает текстильную отрасль, производства металлических изделий и молочных продуктов, полировку камня и др. Через округ Кота проходят национальные шоссе № 12 (Джайпур — Джабалпур) и № 76. Ближайший действующий аэропорт находится в Джайпуре. В Кота имеется и свой собственный аэропорт, однако он не принимает регулярные рейсы с 1997 года.